# بيل روبر (منتج ألعاب فيديو)
بيل روبر (بالإنجليزية: Bill Roper)‏ هو منتج ألعاب أمريكي ورئيس ديزني إنترأكتيف ستوديوز حيث جاء في المنصب سنة 2011. رأس العديد من أقسام تطوير ألعاب الفيديو لأكثر من عقدين ومنها عدة استوديوهات لشركة بليزارد إنترتينمنت. جاء في المركز 41 ضمن قائمة آي جي إن لأفضل صانعي ألعاب الفيديو على الإطلاق.

## الألعاب
عمل روبر على عدة عناوين ألعاب مثل :
- ديابلو
- ستار كرافت
- ديابلو 2
- ديزني إنفنتي
- إيبك ميكي 2: ذا باور أوف تو

## وصلات خارجية
- بيل روبر على موقع IMDb (الإنجليزية)
- بيل روبر على موقع ميوزك برينز (الإنجليزية)